# Multimodaal transport
Multimodaal transport is transport dat meerdere vervoersmiddelen (modaliteiten) combineert om van het beginpunt naar het eindpunt te gaan. Dit transport kan dienen om personen (en hun goederen) te verplaatsen, alsook om goederen (uit verschillende sectoren) te transporteren naar de eindmarkt.

## Personen
In het kader van de modal shift, die oogt het autogebruik te beperken, kan multimodaal transport ingezet worden om verschillende bestemmingen zonder auto of met een beperkt autogebruik te bereiken.

## Goederen
Voor het vervoeren van goederen, wordt het combineren van vervoersmiddelen (schip + trein) multimodaal genoemd. Zie multimodaal goederenvervoer.
Een vorm waarbij de transportmodaliteit (maar niet de verpakking) veranderd wordt staat beschreven op de pagina intermodaal goederenvervoer.